# Indigofera paracapitata
Indigofera paracapitata är en ärtväxtart som beskrevs av Jan Bevington Gillett. Indigofera paracapitata ingår i släktet indigosläktet, och familjen ärtväxter. Inga underarter finns listade i Catalogue of Life.